# Orchistomella tentaculata
Orchistomella tentaculata is een hydroïdpoliep uit de familie Melicertidae. De poliep komt uit het geslacht Orchistomella. Orchistomella tentaculata werd in 1900 voor het eerst wetenschappelijk beschreven door Mayer. 